# 48295 Liamgroah
48295 Liamgroah è un asteroide della fascia principale. Scoperto nel 2002, presenta un'orbita caratterizzata da un semiasse maggiore pari a 2,3508800 au e da un'eccentricità di 0,2302672, inclinata di 23,48153° rispetto all'eclittica.